# Пси (фільм, 1992)
«Пси» (пол. Psy) — польський кримінальний трилер 1992 року режисера Владислава Пасіковського. Фільм вийшов на екрани 20 листопада 1992 року. Після цього з'явилися три сиквели: «Пси 2: Остання кров» 1994 року, «Пси 2.5: В ім'я кохання» та «Пси 3: В ім'я принципів» 2020 року. Головні ролі виконали Богуслав Лінда, Марек Кондрат, Цезарій Пазура та Януш Гайос.

## Тло
Наприкінці 1980-х років польське кіно пережило відносно швидкий і вкрай необхідний перехід, який віддзеркалював політичні зміни. Коли Польща стала демократичною країною, держава відмовилася від монополії на кіноіндустрію, а цензуру було скасовано. Це не лише дало свободу польським кінематографістам, а й дозволило демонструвати іноземні фільми. Ця нова регуляторна політика була добре сприйнята новою аудиторією, яка була надто молодою, щоб мати особисту пам'ять про рух «Солідарність», і втомилася від перегляду фільмів про нього. У новій ринковій економіці кіно глядачі почали обирати, що вони хочуть дивитися. Це означало, що класичним польським фільмам було важко завоювати аудиторію, оскільки популярності набували іноземні голлівудські стрічки. Одні побоювалися кінця польського кінематографа, інші бачили в цьому шанс надолужити згаяне. Саме через гостросюжетну екранізацію дуже сучасної польської історії «Пси» підняв суперечливі та раніше заборонені теми. Піднімаються питання політичної нестабільності та відсутності справжнього національного героя. Також розглядаються нерівність і корупція, починаючи від соціального і закінчуючи особистим рівнем. Нарешті, висвітлюється широкомасштабна кримінальна діяльність у посткомуністичний період, представлена через раніше табуйовані підтеми насильства, вульгарної лексики та наркотиків.

## Сюжет
У Польщі 1990 року, одразу після падіння комуністичного режиму, колишні співробітники Служби безпеки ПНР (комуністичної таємної поліції Польщі) проходять переатестацію, в процесі якої нове демократичне керівництво країни намагається визначити, чи можуть вони бути інтегровані в нову поліційну службу, чи ні. Францішек Маурер (Франц) — один з них. Він має сумнозвісний послужний список, безжальний, але відданий службі — єдиному, що його хвилює, оскільки він віддалився від дружини та сина. Зрештою, його переходить на службу до нової поліції, а одного з його найкращих друзів, Ольґерда Жвірського (Оло), — ні. Зіткнувшись із безробіттям, Оло приєднується до новоствореного злочинного угруповання, що складається переважно з колишніх агентів СБ і займається міжнародною торгівлею наркотиками. Франц і Оло, які намагаються співпрацювати, попри нові обставини, невдовзі стають ворогами. Мало того, стосунки Франца з Анжелою Венц, молодою дівчиною, з якою він подружився, стають дедалі складнішими, особливо після того, як Анжела зустрічає Оло.

## Акторський склад
- Богуслав Лінда — Франц
- Марек Кондрат — Оло
- Цезарій Пазура — Новий
- Януш Гайос — Сивий
- Аґнєшка Ясколка — Анґела Венз
- Мацей Козловський — Баранський
- Едвард Лінде-Лубашенко — Стопчик
- Ян Махульський — Валенда
- Александер Беднарз — Б'єн
- Збіґнєв Запасєвич — Венцел
- Артур Жмієвський — Радослав Вульф